# 6971 Omogokei
6971 Omogokei este un asteroid din centura principală de asteroizi.

## Descriere
6971 Omogokei este un asteroid din centura principală de asteroizi. A fost descoperit pe 8 februarie 1992 la Geisei de Tsutomu Seki. El prezintă o orbită caracterizată de o semiaxă mare de 2,83 ua, o excentricitate de 0,07 și o înclinație de 3,1° în raport cu ecliptica.